# Built to Destroy
Built to Destroy è il quarto album dei Michael Schenker Group, pubblicato nel 1983 per la Chrysalis Records.

## Tracce
1. Rock My Nights Away – 4:05
2. I'm Gonna Make You Mine – 4:15
3. The Dogs Of War – 4:26
4. Systems Failing – 4:29
5. Captain Nemo – 3:19
6. Still I Love That Little Devil – 3:25
7. Red Sky – 5:15
8. Time Waits (For No One) – 3:59
9. Walk The Stage – 5:55

## Formazione
- Gary Barden - voce
- Michael Schenker - chitarra
- Chris Glen - basso
- Ted McKenna - batteria
- Andy Nye - tastiere